# Bert Bullock
Herbert „Bert“ Bullock (* 4. Oktober 1955 in Inuvik) ist ein ehemaliger kanadischer Skilangläufer.
Bullock, der für den Inuvik Ski Club startete, kam bei den Nordischen Skiweltmeisterschaften 1974 in Falun auf den 50. Platz über 15 km und auf den 13. Rang mit der Staffel. Zwei Jahre später belegte er in Innsbruck bei seiner einzigen Teilnahme an Olympischen Winterspielen den 33. Platz über 15 km, den 31. Rang über 30 km und zusammen mit Ernie Lennie, Edward Day und Hans Skinstad den 12. Platz in der Staffel.